# Горск (Черниговская область)
Горск (укр. Гірськ) — село в Сновском районе Черниговской области Украины. Население 554 человек.
Код КОАТУУ: 7425881001. Почтовый индекс: 15211. Телефонный код: +380 4654.

## История
Горск, село в Черниговской области. К В от села, на берегу реки Снов, городище древнерусского времени.

## Власть
Орган местного самоуправления — Горский сельский совет. Почтовый адрес: 15211, Черниговская обл., Сновский р-н, с. Горск, ул. Щорса, 41.